# Hořiněves
Hořiněves (deutsch Horschenowes, auch Horzeniowes bzw. Hořeniowes, 1939–1945: Brenndorf) ist eine Gemeinde in Tschechien. Sie liegt sieben Kilometer westlich von Smiřice und gehört zum Okres Hradec Králové.

## Geographie
Hořiněves befindet sich in den südlichen Ausläufern des Horschitzer Berglandes auf einem Höhenzug zwischen den Tälern der Trotina und der Bystřice. Südöstlich erhebt sich der Hügel Rejdiště (317 m), der auch Tumplac genannt wird. Im Südwesten liegt der Svíb (Swiep, 330 m). Nördlich des Dorfes verläuft die Bahnstrecke Hněvčeves–Smiřice.
Nachbarorte sind Vrchovnice und Jeřičky im Norden, Lužany und Frantov im Nordosten, Račice nad Trotinou im Osten, Sendražice im Südosten, Neděliště und Máslojedy im Süden, Čistěves im Südwesten, Benátky im Westen sowie Třebovětice und Cerekvice nad Bystřicí im Nordwesten.

## Geschichte
Die erste schriftliche Erwähnung des Dorfes und der Feste Hořiněves erfolgte im Jahre 1238, als Zbraslav von Hořiněves, der Mundschenk Wenzels I., den Besitz seiner Frau zuschreiben ließ. 1279 schlug Mutina Vřešťovský von Hořiněves in der Gegend eine Abteilung der Brandenburger, die plündernd umherzogen. 1425 eroberten – anscheinend bei internen Auseinandersetzungen, da der Besitzer der Herrschaft Prokop von Hořiněves selbst Anhänger der Hussiten war – Hussiten die Feste.
1612 war die Herrschaft so überschuldet, dass die Herren von Hořiněves den Besitz an Jan Purkart Kordul von Sloupno verkaufen mussten. Dessen Besitz wurde 1623 wegen Beteiligung am Ständeaufstand konfisziert. Im darauf folgenden Jahr kaufte Albrecht von Waldstein die Herrschaft Hořiněves und reichte sie 1625 an Marie Magdalena Trčka von Lípa auf Smiřice weiter, die beide Herrschaften miteinander verband. Nach der Mordnacht von Eger, in der 1634 zusammen mit Waldstein auch dessen Schwager Adam Erdmann Trčka von Lípa umgebracht wurde, wurden Trčkas Güter eingezogen und 1636 an Matthias Gallas verkauft.
Während des Dreißigjährigen Krieges fielen 1645 die Schweden ein und brannten die Feste nieder. 1661 wurde die Herrschaft Hořiněves, zu der neben Hořiněves 21 weitere Dörfer gehörten, wieder von Smiřice abgetrennt. Sein Sohn Franz Ferdinand von Gallas verkaufte 1674 die inzwischen auf insgesamt 27 Dörfer angewachsene Herrschaft an Johann von Sporck. Unter Johann Karl von Sporck, der nach dem Tode von Franz Anton von Sporck 1738 Herr auf Hořiněves wurde, kam es noch im selben Jahre zu Bauernrevolten wegen seiner Rücksichtslosigkeit gegen die Untertanen.

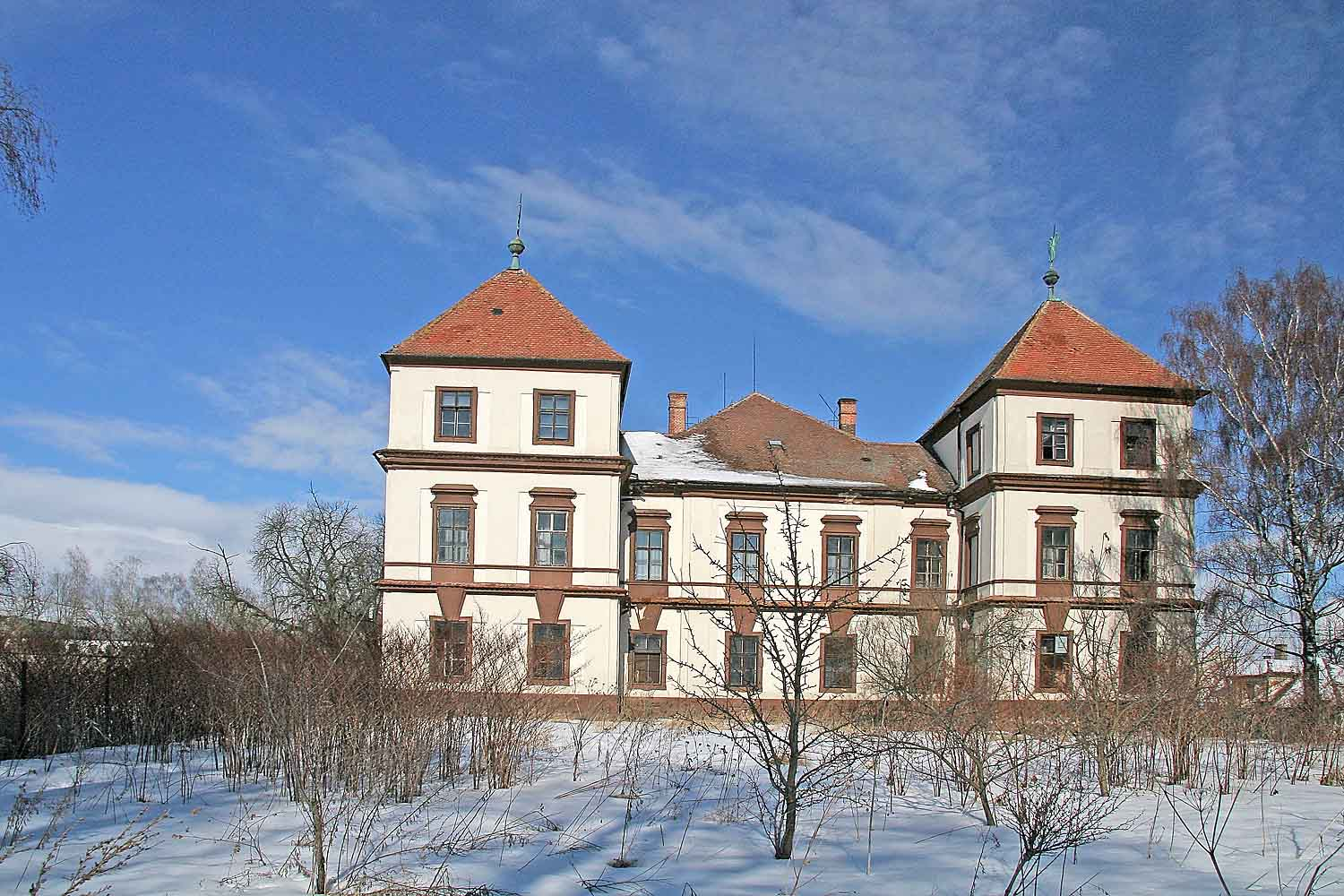
Schloss Hořiněves

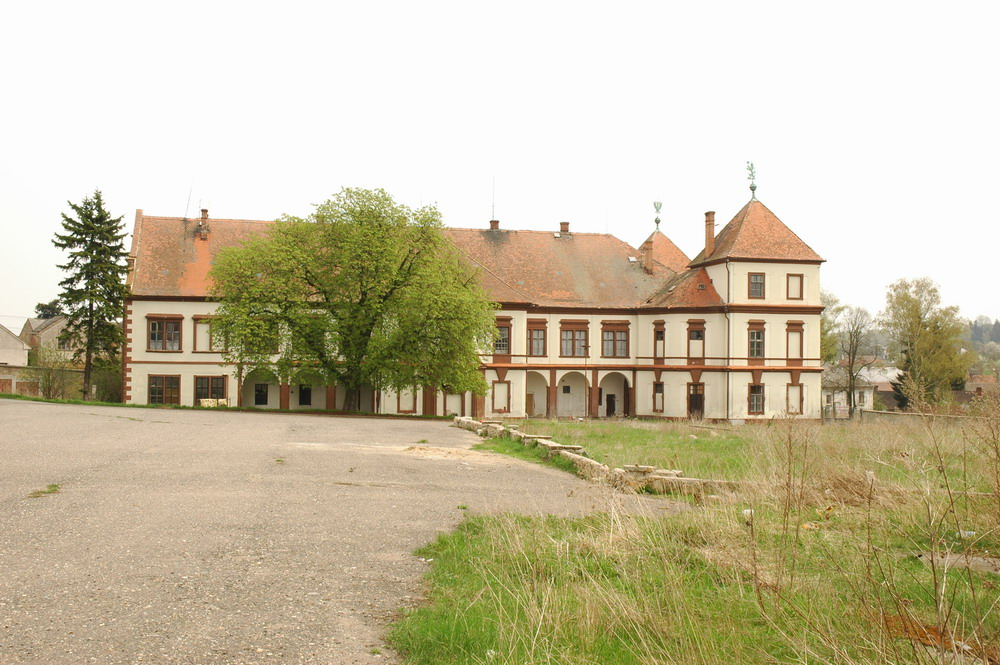
Schloss Hořiněves, Seitenansicht vom Schlossgarten

Als mit dem Ausbruch des Bayerischen Erbfolgekrieges die Stadt Königgrätz ab 1778 zur Festung ausgebaut wurde, diente das Schloss bis 1792 als Amtssitz der Verwaltung des Königgrätzer Kreises. 1790 hatte Johann Karl von Sporck die Herrschaft an Kaiser Joseph II. verkauft, der Teile der Ländereien für den Bau der Festung Ples benötigt hatte. Der Kaiser, der 1780 auch die Herrschaft Smiřice erworben hatte, vereinte beide Herrschaften wieder. Das Schloss diente fortan nicht mehr als herrschaftlicher Sitz; in ihm wurde die Administration der Hořiněveser Güter untergebracht. Diese blieben bis 1848 Kronbesitz und wurde nach der Aufhebung der Patrimonialherrschaften zur Reichsdomäne, deren Verwaltung der k.k. privilegierten Credit-Anstalt übertragen wurde.
Ab 1850 bildete Hořiněves eine Gemeinde im Bezirk Königgrätz. 1863 kaufte der Reichenberger Textilfabrikant Baron Johann von Liebieg (der Ältere) die Domäne für 2.505.000 Gulden. Am 3. Juli 1866 trafen während des Deutschen Krieges südwestlich des Dorfes im Swiepwald die verfeindeten preußischen und österreichischen Truppen aufeinander. Kämpfe fanden ebenfalls um die Horzenioweser Fasanerie statt, die dabei zerstört wurde. Die blutige Schlacht, die sich auch auf den Hügel Chlum ausdehnte, ist als Schlacht bei Königgrätz in die Geschichte eingegangen. Liebieg ließ während der Schlacht im Schloss ein Lazarett einrichten, in dem 40 verwundete Österreicher untergebracht waren.

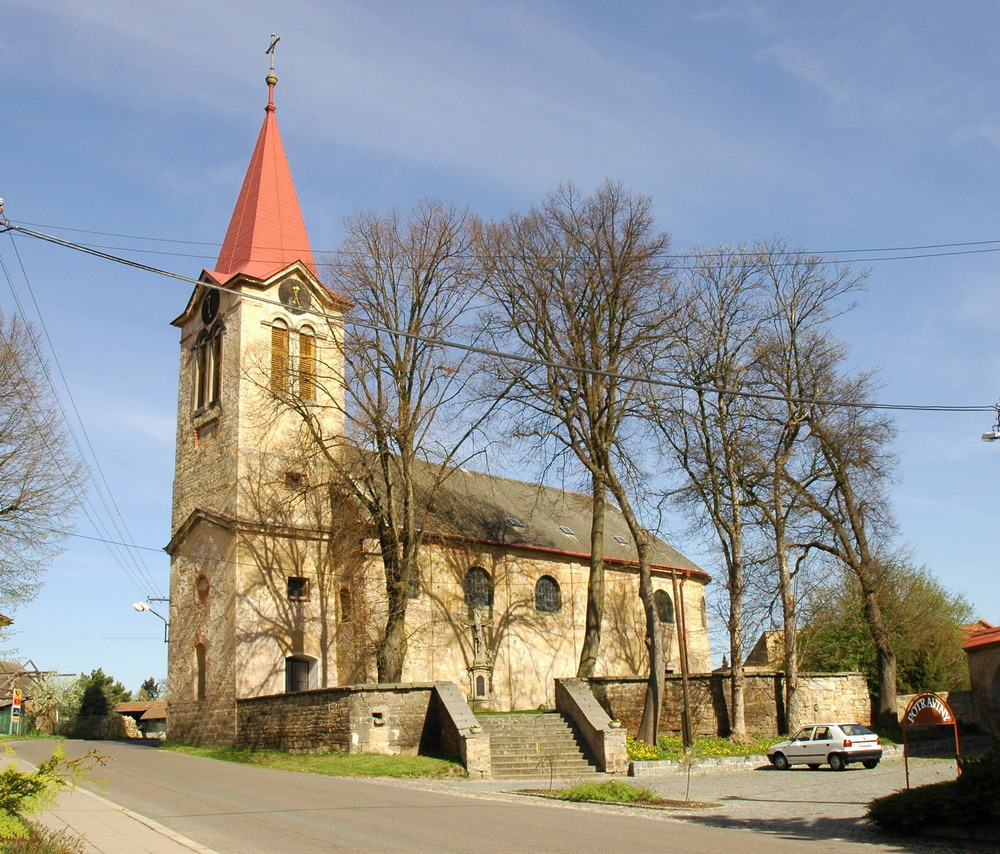
Kirche des hl. Prokop

1881 entstand die Rübenbahn von Smiřice nach Sadová und Horschitz, auf der 1882 der erste Zug durch Hořiněves fuhr. Zur selben Zeit war der Domänenbesitzer Franz von Liebieg so überschuldet, dass seine Güter 1881 dem kaiserlichen Familienfonds zufielen. Nach der Errichtung der Tschechoslowakei wurden die Güter der Habsburger verstaatlicht. Während der Zeit des Protektorates Böhmen und Mähren erhielt das Dorf den germanisierten Namen „Brenndorf“. Von 1949 bis 1960 war Hořiněves dem Okres Jaroměř zugeordnet. Seit dem 1. Jänner 1961 gehört die Gemeinde zum Okres Hradec Králové. 1980 erfolgte die Eingemeindung von Jeřičky und Žíželeves (mit den Ortsteilen Vrchovnice und Želkovice). Vrchovnice bildet seit 1990 eine eigene Gemeinde.

## Gemeindegliederung
Die Gemeinde Hořiněves besteht aus den Ortsteilen Hořiněves (Horschenowes, 1939–45: Brenndorf), Jeřičky (Jeritschek, 1939–45: Klein Jerschitz), Želkovice (Schelkowitz) und Žíželeves (Zizelowes, 1939–45: Wurmsdorf).

## Sehenswürdigkeiten

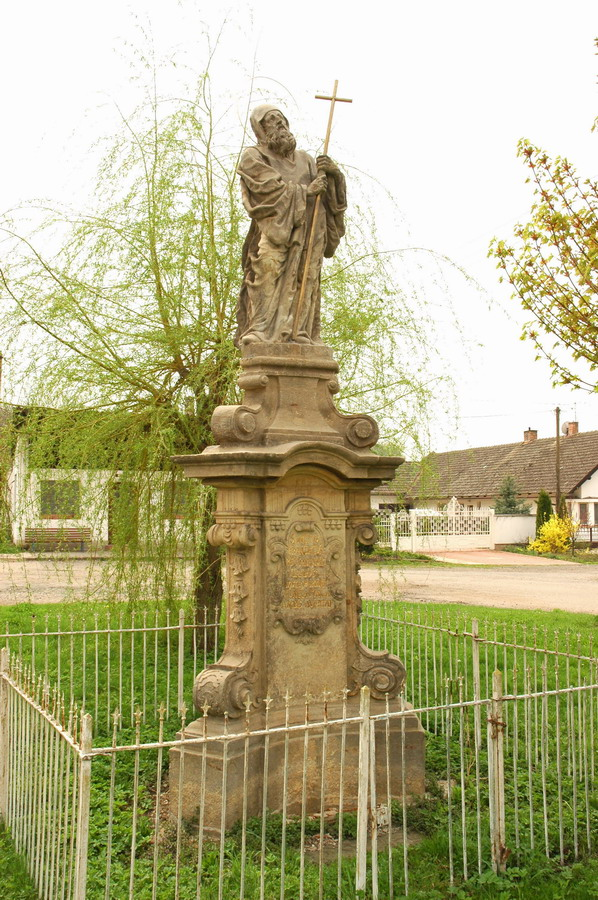
Statue des hl. Franciscus de Paula

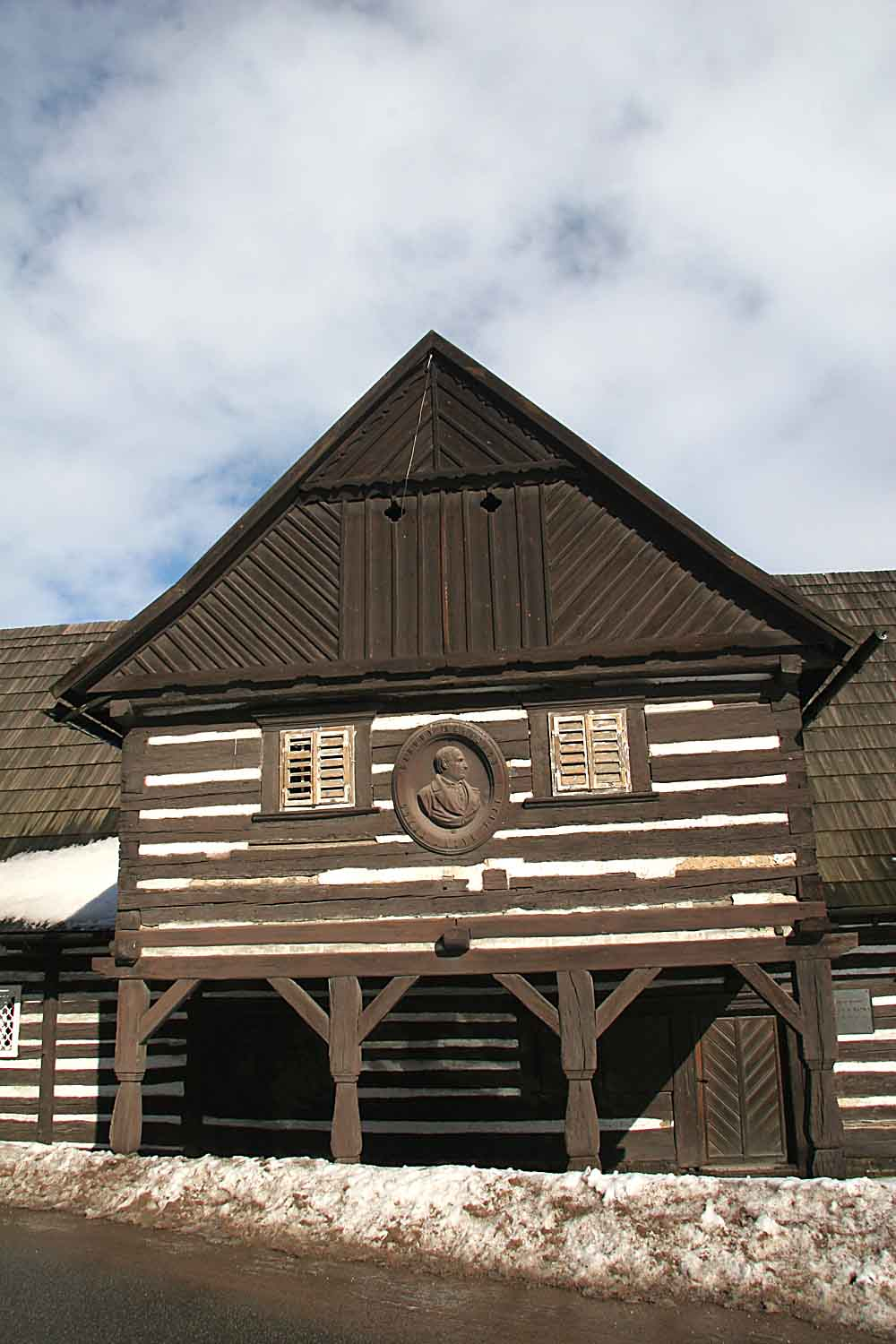
Geburtshaus V. Hankas

- Geburtshaus von Václav Hanka; in dem 1720 errichteten gezimmerten Bau wurde ein Museum eingerichtet.
- Schloss Hořiněves, 1661 anstelle der ruinierten Feste als Herrschaftssitz für Franz Ferdinand Gallas errichtet
- Kirche des hl. Prokop, erbaut 1384
- Statue des hl. Franciscus de Paula
- spätbarocke Kirche des hl. Nikolaus in Žíželeves, errichtet 1769–1777 durch F. Kermer
- Hölzerner Glockenturm in Želkovice aus dem Jahre 1773
- Wald Svíb (Swiepwald) mit ca. 120 Gedenksteinen an die Schlacht von Königgrätz, südwestlich des Dorfes
- 21,71 ha großes Naturschutzgebiet Hořiněveská bažantnice (Horschenoweser Fasanerie), südlich des Ortes. Darin befindet sich auch ein großer, vom Brünner Bildhauer Loos geschaffener Sandsteinobelisk mit einem Löwen des 40. k.k. Infanterieregimentes für die Brigade Thom.
- Hořiněveské lípy, zwei 30 m hohe und etwa 500 Jahre alten Lindenbäume am südöstlichen Ortsrand auf dem Hügel Rejdiště

## Söhne und Töchter der Gemeinde
- Jan Neplach (1322–1371), Abt und Chronist
- Johann Wenzel von Gallas (1669–1719), böhmischer Diplomat und Statthalter
- Heřman Antonín Jelínek (1709–1779), Komponist und Violinvirtuose
- Jan Jelínek (um 1710–um 1780), Organist und Komponist, Bruder von Heřman Antonín Jelínek
- Václav Hanka (1791–1861), Schriftsteller und Linguist